# عابدين عبد الرحمن
هو أول حكم سوداني يشارك في نهائيات كأس العالم بالسويد 1958 م وهوحكم دولي، إداري،

## الميلاد
من مواليد مدينة ودمدنى عام 1925 يلقب بـ (عابدين جلد) وعرف بهذا اللقب.

## اسهاته
هو واحد من رواد الرياضة في السودان في مجال كرة القدم، عمل بالمجال الرياضي والخدمة المدنية وهو من البارزين في مجال التحكيم في الوطن العربي والعالم وافريقيا وهو مدير سايق لمشروع الجزيرة 

## حياته
بدأ حياته الدراسية المرحلة الأولية والمتوسط بمدينة ودمدنى، ثم نال التعليم الثانوي بمدرسة حلون الثانوية ودرس بجمهورية مصر العربية، درس بمعهد تطوير الإدارة نال دبلوم الإدارة العامة عام 1962 م، نال أيضا دبلوم شئون الأفراد والعلاقات الصناعية بالمملكة المتحدة (لندن) عام 1952 م ودبلوم إدارة المؤسسات الصغيرة والمتوسطة بالمعهد العالى للتدريب الفنى التابع لمنظمة العمل الدولية بايطاليا عام 1977 م

## نشاطة
```
بدأ عابدين.
```

مجال التحكيم لمدة (18) عاما دون انقطاع في الفترة مابين (1956 – 1974 م) وتم اختياره حكما احتياطيا ضمن الحكم الدوليين الذين أداروا نهائيات مونديال عام 1958 م بالسويد، ثم شارك في نهائيات كأس دورة الخليج الثانية بالسعودية 1972م

## الوفاة
توفي بود مدني ولاية الجزيرة.